# Kragvägstekel
Kragvägstekel (Priocnemis schioedtei) är en stekelart som beskrevs av Haupt 1927. Kragvägstekel ingår i släktet sågbenvägsteklar, och familjen vägsteklar. Arten är reproducerande i Sverige.